# Тинејџер пискавог гласа
Џереми Петерсон, познат као Тинејџер пискавог гласа (енгл. Jeremy Peterson), је измишљени лик из цртаног филма Симпсонови, коме глас позајмљује Дан Кастеланета.